# Cape Town Stock Exchange
Die Cape Town Stock Exchange (CTSE) ist eine Wertpapierbörse mit Sitz in Kapstadt, Südafrika. Sie ist nach der Johannesburg Stock Exchange (JSE) die zweitgrößte Börse Südafrikas und neben der JSE die einzige Börse, die zum Handel mit Aktien und Schuldtiteln berechtigt ist. 

## Geschichte
Die CTSE wurde 2016 gegründet und nahm 2017 ihren Betrieb auf. Sie entstand aus einer Umbenennung der 4 Africa Exchange (4AX) als Reaktion auf die hohen Kosten und umfangreichen Anforderungen, die mit der Notierung eines Unternehmens an der Johannesburg Stock Exchange einhergehen. Die Börse richtet sich an kleine und mittlere Unternehmen mit einer Marktkapitalisierung zwischen 25 Millionen und 2 Milliarden Rand.

## Mitgliedschaften
Sie ist Teil der Sustainable Stock Exchange Initiative (SSE).